# Mochilon
mochilon（もちろん）は日本の作詞家、作曲家、編曲家、DJ。一二三所属。

## 人物・来歴
同人ユニット「三毛猫ホームレス」のメンバー。アップアップガールズ（仮）の楽曲や映画音楽などを制作している。

## 主な作品
| 曲名                                    | 歌手名                               | タイアップ                                  | 担当       |
| --------------------------------------- | ------------------------------------ | ------------------------------------------- | ---------- |
| 5:00AM                                  | 内田真礼                             |                                             | 作曲・編曲 |
| 向日葵ガ咲ク時（三毛猫ホームレスRemix） | ゆず                                 |                                             | 編曲       |
| ユメ、まっすぐ。                        | 島田真夢（CV.吉岡茉祐）              | アニメ『Wake Up, Girls!』キャラクターソング | 作詞・作曲 |
| 目醒めた夏                              | MayQueen（CV.羽多野渉、CV.奥野香耶） | アニメ『エスカクロン』劇中歌                | 作曲       |

### その他作品
- 大塚製薬「ポカリスエット2016CM」
- WOWOW CM「ザッツ・ワンダーテイメント」
- 横浜DeNAベイスターズCM「DREAM STADIUM 2015トレーラームービー ある野球少女の夢」篇
- VS東京CM「徳島は宣言する。世界に誇れる文化を発信することを。」篇
- VS東京CM「徳島は宣言する。この土地の『食』は、幸せをもたらすことを。」篇
- VS東京CM「徳島は宣言する。山奥でも早い、日本一のネット環境を。」篇
- VISA Gold Lab CM「The difference～海外渡航における異なる体験～編」
- VISA Gold Lab CM「The Supper～計測された会食～編」